# Alborea
Alborea – gmina w Hiszpanii, w prowincji Albacete, w Kastylii-La Mancha, o powierzchni 72,05 km². W 2011 roku gmina liczyła 849 mieszkańców.